# Federica Mogherini
Federica Maria Mogherini, italijanska političarka, * 16. junij 1973, Rim.
Med letoma 2014 in 2019 je bila Visoka predstavnica Evropske unije za zunanje zadeve in varnostno politiko in podpredsednica Evropske komisije. Pred tem je bila od februarja do oktobra 2014 v vladi Mattea Renzija ministrica za zunanje zadeve in mednarodno sodelovanje. Med letoma 2008 in 2014 je bila članica poslanske zbornice. Leta 2020 je bila imenovana za rektorico College of Europe, podiplomske univerze za evropske študije v Bruggeu (Belgija) in Natolinu (Poljska).